# Portoferraio (traghetto)
Il Portoferraio è un traghetto, appartenuto alla compagnia italiana Nav.Ar.Ma Lines dal 1974 al 2001.

## Servizio
Varato il 23 dicembre 1972 come Antonios K nei cantieri navali greci D. Kamitsis e Co. di Perama e mai completato, viene venduto nel 1974 all'italiana Nav.Ar.Ma Lines dell'armatore Achille Onorato, che dopo averlo ribattezzato Portoferrario, lo trasferisce ai Cantieri Navali Ferbo S.p.A. per completarlo.Pochi mesi dopo, fresco di completamento, entra in servizio sui collegamenti tra Piombino e Portoferraio.
Nel luglio del 1992, dopo 18 anni di servizio  sulle rotte per l'Elba, viene spostato sui collegamenti tra Corsica e Sardegna, sulla Santa Teresa di Gallura-Bonifacio.
Il 9 luglio 1999 viene posto in disarmo nel porto di Cagliari e successivamente messo in vendita.
Nel 2001 viene acquistato dalla Frasavida S.r.L. e nel 2003 viene di nuovo disarmato a Cagliari.
Nel 2014 viene venduto alla Oceanway Shipmanagement SA.
Nel 2015 viene venduto alla An Mar Shipmanagement SA e, ribattezzato Santa, issa bandiera di Palau.
A dicembre del 2016 viene acquistato dalla tedesca Bomaris Shipping Inc. e, ribattezzato Bomaris Legend, issa bandiera della DR Congo.